# Antimo VII

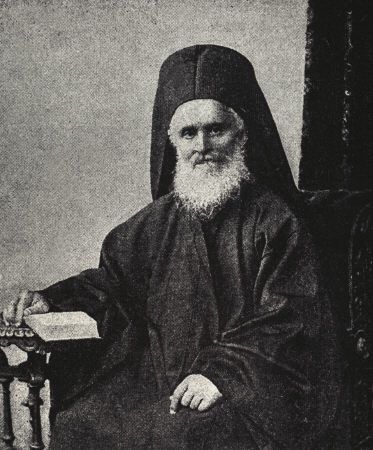
Antimo VII.

Antimo VII, (* 1827 – † Halki, 1913) Patriarca de Constantinopla desde el 1 de febrero de 1895 hasta el 10 de febrero de 1897.
| Predecesor: Neófito VIII | Patriarca de Constantinopla 1827-1897 | Sucesor: Constantino V |

- Datos: Q2226174
- Multimedia: Anthimos VII of Constantinople / Q2226174